# Oeneis strigulosa
Oeneis strigulosa är en fjärilsart som beskrevs av Mcdunnough 1934. Oeneis strigulosa ingår i släktet Oeneis och familjen praktfjärilar. Inga underarter finns listade i Catalogue of Life.